# اسقف‌نشین نوریچ
اسقف‌نشین نوریچ (انگلیسی: Diocese of Norwich) بخشی تشکیل دهنده از استان کانتربری کلیسای انگلستان در کشور انگلستان است. این اسقف‌نشین که در قرن هفتم میلادی تاسیس شده است شامل ۵۶۵ کلیسا می‌باشد و مرکز آن کلیسای جامع نوریچ است.